# Marc Platt
Marc Platt (Pikesville, Março de 1957) é um advogado e produtor de cinema, televisão e teatro estadunidense. Ele já serviu na Broadway, Orion Pictures, TriStar Pictures e Universal Studios. Dentre os filmes produzidos, estão Scott Pilgrim vs. the World, Drive, Bridge of Spies, The Girl on the Train e La La Land.